# トロ子のランナンバン
「トロ子のランナンバン」（トロこのランナンバン）は、福原香織とRABのシングル。2012年1月18日にavex traxから発売された。

## 概要
プロデューサーである劇団ひとりが作詞を担当し、作曲はAKB48のデビュー曲「会いたかった」を手掛けたBOUNCEBACKが行い、振り付けは南流石が行っている。ディレクターは「スター☆ドラフト会議」のスカウトマンで出演した油井誠志、アレンジには矢島美容室やアイドリング!!!なども手がけた日比野裕史が担当している。楽曲自体は「冴えない女の子のシンデレラストーリー」を描いており、曲中にも、RABが使用するオタク用語が盛り込まれている。劇団ひとりが最もこだわったというMusic Clipには、わぴちゃん、海パンカメラマン、ROY、パンク町田、マダム由美子、白くまりか子のスター候補生たちも友情出演している。当時日本テレビで放送されたオーディション番組「スター☆ドラフト会議」において劇団ひとりが1万枚売れなかったら自腹を切るという企画で、劇団ひとり自身も1万枚売れなかったら自腹を切る覚悟で望んでいるという。

## 収録曲
（全作詞：劇団ひとり、作曲：BOUNCEBACK、編曲：日比野裕史）
1. トロ子のランナンバン（Full size） [3:17]
2. トロ子のランナンバン（TV size） [2:29]
3. トロ子のランナンバン（Full size KARAOKE） [3:16]
4. トロ子のランナンバン（TV size KARAOKE） [2:29]
5. トロ子のランナンバン （福原香織で歌おう! ver.） [2:29]
6. トロ子のランナンバン （RABで歌おう! ver.） [3:16]